# Nella terra di nessuno
Nella terra di nessuno è un film italiano del 2001 diretto da Gianfranco Giagni. Il soggetto del film è tratto dal romanzo di Nino Filastò.

## Trama
Un politico viene rapito e prima di morire rivela ai sequestratori i suoi segreti in merito a tangenti e appalti truccati. Un avvocato penalista allora viene chiamato nel carcere di massima sicurezza per recapitare la videocassetta. Questi però rimane bloccato con Katia, sorella di un killer.

## Costi e incassi
Il film si rivelò un colossale flop al botteghino: a fronte di un finanziamento statale di 1 milione e 600 mila euro, incassò solamente poco più di 6.000€.